# Sporulazione
La sporulazione è una modalità di riproduzione asessuata. Questo processo per mitosi, produce mitospore (tipico delle piante più semplici). Se queste sono munite di flagelli allora si parla di zoospore, se non li hanno, allora sono aplanospore. Un tipo particolare di aplanospora immobile è la conidospora dei funghi. Le mitospore sono prodotte all'interno di organi monocellulari (sporocisti) o in organi pluricellulari (sporangi).

## Batteri
Rappresenta l'unico meccanismo di differenziamento procariotico, ad un identico genotipo tra cellula madre e cellula figlia corrisponde un differente fenotipo. I germi capaci di generare spore sono detti sporigeni, risultano essere molto pericolosi perché la spora ha una resistenza maggiore rispetto alla forma vegetativa.
Le fasi della sporulazione comprendono:
- Formazione di un setto in cui abbiamo la divisione del materiale cellulare in due parti, una delle parti migra ad un polo della cellula e viene separata dalla cellula stessa mediante un setto di separazione ossia una membrana citoplasmatica che andrà a delineare i contorni della spora
- Formazione del peptidoglicano sul doppio strato fosfolipidico della spora e si stratificano i fasci del peptidoglicano. Allo strato interno del peptidoglicano si aggiunge uno strato esterno di natura proteica definito cortex che sostituisce un'ulteriore difesa per la cellula contro un eventuale ambiente ostile. Contemporaneamente alla formazione delle strutture esterne avviene la disidratazione del citoplasma sporale.

Infine la spora completa le sue parti con un corredo genico simile a quello della cellula madre, e viene rilasciata all'esterno per lisi della cellula batterica che l'ha prodotta. La sporulazione è divisa in più fasi e regolata da fattori sigma; il processo inizia con l'attivazione mediante fosforilazione del fattore trascrizionale SPOA, questo contribuisce alla formazione del setto nella cellula vegetativa e all'attivazione trascrizionale dei fattori sigma f ed e, contemporaneamente attivati rispettivamente da sigma h e da sigma a; i fattori sigma f ed e sono però trascritti in forma inattiva prima della formazione del setto, infatti subito dopo la formazione del setto, sigma f viene reso attivo nella prespora, mentre sigma e viene attivato nella cellula madre della spora da sigma f, sigma e determina il processo di invaginazione della prespora; in seguito sigma f attiva trascrizione sigma g anche se in forma inattiva, e sigma e attiva sigma k in forma inattiva; sigma g diventa attivo e determina attivazione di sigma k il quale è coinvolto nel processo di formazione della corteccia e dell'esosporio della prespora.
Alla fine la cellula madre scoppia, e restano solo le cellule figlie.